# Pempsamacra subaurea
Pempsamacra subaurea là một loài bọ cánh cứng trong họ Cerambycidae.